# Tour della nazionale maschile di rugby a 15 del Galles 2018
A giugno 2018 la nazionale gallese di rugby allenata da Warren Gatland, in preparazione della Coppa del Mondo di rugby 2019, intraprese un tour nelle Americhe.
La spedizione consisteva in tre test match, il primo dei quali avente carattere promozionale a Washington contro il Sudafrica; gli altri due si tennero in Argentina, entrambi a San Juan contro i Pumas.
Il Galles riportò tre vittorie su tre incontri.
La partita al Robert Kennedy Stadium di Washington nacque da un'idea di Rugby International Marketing, una società creata dalla federazione rugbistica statunitense per la promozione del gioco in America del Nord, e la federazione gallese colse l'occasione collegata a tale evento di farsi ambasciatore commerciale del suo Paese, anche alla luce dell'esigenza di diversificare le occasioni di export ad altri Paesi con l'avvento dell'uscita del Regno Unito dall'Unione europea.
Al di là del risultato (vittoria gallese 22-20), la gara fu oggetto di critiche sia per la tempistica, che si sovrapponeva ai campionati nazionali ed era fuori dalla finestra internazionale, sia per il fatto che le due squadre, in ragione di quanto lamentato, non avessero schierato le loro migliori formazioni.
Il commissario tecnico del Galles Gatland rigettò tali critiche giudicando fondamentale la prestazione emersa dal test match vinto in ottica di preparazione alla Coppa del Mondo.
Una settimana più tardi, passata dal caldo della capitale statunitense all'inverno australe dell'Argentina, la squadra gallese vinse 23-10 il primo dei due test contro i Pumas, costruendo la vittoria nel primo tempo concluso 17-3; nel secondo tempo due calci gallesi e una meta argentina di Lezana nel finale non cambiarono l'inerzia dell'incontro, saldamente in mano gallese.
Anche il secondo test, una settimana più tardi nello stesso stadio, fu una netta affermazione, anche più decisa della precedente, 30-12 nonostante due mete segnate per parte: l'indisciplina argentina fece la differenza, con Rhys Patchell a usufruire delle numerose penalità a carico dei Pumas (al termine della partita furono 18 i punti segnati dalla piazzola, frutto di 6 calci piazzati).
Con tale risultato il Galles vinse per la prima volta dal 1999 una serie in Argentina e si issò fino al terzo posto del ranking World Rugby scalzando l'Inghilterra.

## Risultati
| Arbitro: | Matthew Carley |

|                           |      |                                    |
| Ismaiel 43’ Mapimpi 58’   | mt   | 30’ Amos 33’ T. Williams 74’ Elias |
| Jantjies 43’, 58’         | tr   | 30’, 33’ Anscombe                  |
| Jantjies 18’ du Preez 73’ | c.p. | 47’ Anscombe                       |

| Arbitro: | Andrew Brace |

|                       |      |                                |
| Lezana 77’            | mt   | 7’ J. Davies 26’ North         |
| González Iglesias 77’ | tr   | 8’, 26’ Patchell               |
| Sánchez 1’            | c.p. | 35’, 44’ Patchell 80’ Anscombe |

| Arbitro: | Jaco Peyper |

|                        |      |                                      |
| Delguy 38’ Montoya 80’ | mt   | 22’ Adams 55’ Amos                   |
| Sánchez 80’            | tr   | 22’ Patchell                         |
|                        | c.p. | 8’, 15’, 33’, 37’, 41’, 51’ Patchell |